# Giorgos Tzavelas
Giorgos Tzavelas (griechisch Γιώργος Τζαβέλας [ˈʝɔrɣɔs dzaˈvɛlas]; * 26. November 1987 in Vyronas, Athen) ist ein griechischer Fußballspieler, der seit dem 1. Juli 2021 bei AEK Athen unter Vertrag steht.

## Karriere

### Kerkyra
Tzavelas debütierte in griechischen Profifußball bei AO Kerkyra am 9. September 2006 im 0:0 gegen Larissa. Sein erstes Tor erzielte er für Kerkyra am 11. März 2007 in der vierten Spielminute des 4:3-Auswärtssiegs über OFI Kreta. Im Sommer 2007 stieg er mit Kerkyra ab. Nach eineinhalb Jahren mit 23 Einsätzen und zwei Toren wechselte er im Januar 2008 für 200.000 € zu Panionios Athen.

### Panionios Athen
Nach dem Wechsel zu Panionios trug Tzavelas die Nummer 31. Sein erstes Tor für Panionios erzielte er am 7. Dezember des gleichen Jahres gegen AE Larisa. In seiner ersten vollständigen Saison absolvierte er 17 Spiele mit zwei Toren. In der Nachfolge-Saison, 2009/10, erspielte er sich einen Stammplatz im Team Athens. In dieser Saison folgten 24 Einsätze und eine Ernennung zum besten Linksverteidiger der griechischen Liga.

### Eintracht Frankfurt
In der Sommerpause 2010 unterzeichnete Tzavelas einen Dreijahresvertrag mit Eintracht Frankfurt. Dort sollte er den ehemaligen Kapitän Christoph Spycher auf der Linksaußenverteidiger-Position ersetzen. Am 12. März 2011 schoss er im Auswärtsspiel beim FC Schalke 04 sein erstes und zugleich einziges Bundesligator. Es war das erste Tor der Eintracht im Jahr 2011, acht Spiele war Frankfurt seit Rückrundenstart torlos geblieben. Zugleich war es mit 73 Metern das bis dahin aus weitester Entfernung geschossene Tor der Bundesligageschichte. Tzavelas übertrumpfte den bisherigen Rekordhalter Klaus Allofs, der für den 1. FC Köln im Jahr 1986 gegen Bayer Leverkusen aus 70 Metern getroffen hatte. Im September 2014 wurde sein Rekord von Moritz Stoppelkamp (SC Paderborn 07) gebrochen, der im Spiel gegen Hannover 96 aus 83 Metern traf.

### AS Monaco
Bis zum Ende der Saison 2011/12 wurde Tzavelas an den französischen Zweitligisten AS Monaco ausgeliehen. Monaco besaß außerdem eine Kaufoption in Höhe von ca. 1 Million €. Nach Auslaufen des Leihvertrages kehrte er zunächst nach Frankfurt zurück. Am 7. August 2012 verpflichtete der AS Monaco Tzavelas schließlich dauerhaft. Er unterschrieb einen Zweijahresvertrag bis zum 30. Juni 2014.

### PAOK Thessaloniki
Am 2. September 2013 wechselte er zum griechischen Erstligisten PAOK Thessaloniki.

### Alanyaspor
Zur Rückrunde der Saison 2016/17 wurde er vom türkischen Erstligisten Alanyaspor verpflichtet.

### AEK Athen
Im Sommer 2021 wechselte er zu AEK Athen.

## Persönliches
Tzavelas gründete nach seiner Rückkehr nach Griechenland eine Bar in der Innenstadt von Athen, welche bei einem Brandanschlag im April 2014 stark beschädigt wurde.